# Juan Bibiloni
Bibiloni  Frau est un nom espagnol. Le premier nom de famille, en général paternel, est Bibiloni ; le second, en général maternel, souvent omis, est Frau.
Juan Bibiloni Frau, né le 2 janvier 1928 à Palma de Majorque, et mort le 30 juin 2017 dans la même commune, est un coureur cycliste espagnol.

## Biographie
Juan Bibiloni a remporté plusieurs étapes du Tour de Catalogne, du Tour des Asturies et du Tour d'Andalousie. Il a également participé à cinq reprises au Tour d'Espagne, avec pour meilleur résultat une deuxième place d'étape sur l'édition 1955, derrière Pierino Baffi. Ses frères Sebastián et José ont également été coureurs cyclistes.
Il meurt le 30 juin 2017 sur ses terres natales à l'âge de 89 ans. 

## Palmarès
- 1951
  - 2e du Grand Prix d'Andalousie
- 1953
  - 3e du championnat d'Espagne sur route indépendants
- 1954
  - 5e étape du Tour des Asturies
  - 5e étape du Tour de Catalogne
- 1955
  - 1re étape du GP Ayutamiento de Bilbao
  - 4e étape du Tour des Asturies
  - 3e du GP Ayutamiento de Bilbao
- 1956
  - 7e étape du Tour des Asturies
- 1957
  - 3e et 4e étapes du Tour des Asturies
- 1958
  - 1re étape du Tour de Catalogne

## Résultats sur le Tour d'Espagne
5 participations
- 1955 : 32e
- 1956 : 17e
- 1957 : abandon (6e étape)
- 1958 : abandon (7e étape)
- 1959 : 28e